# Tasznik pospolity

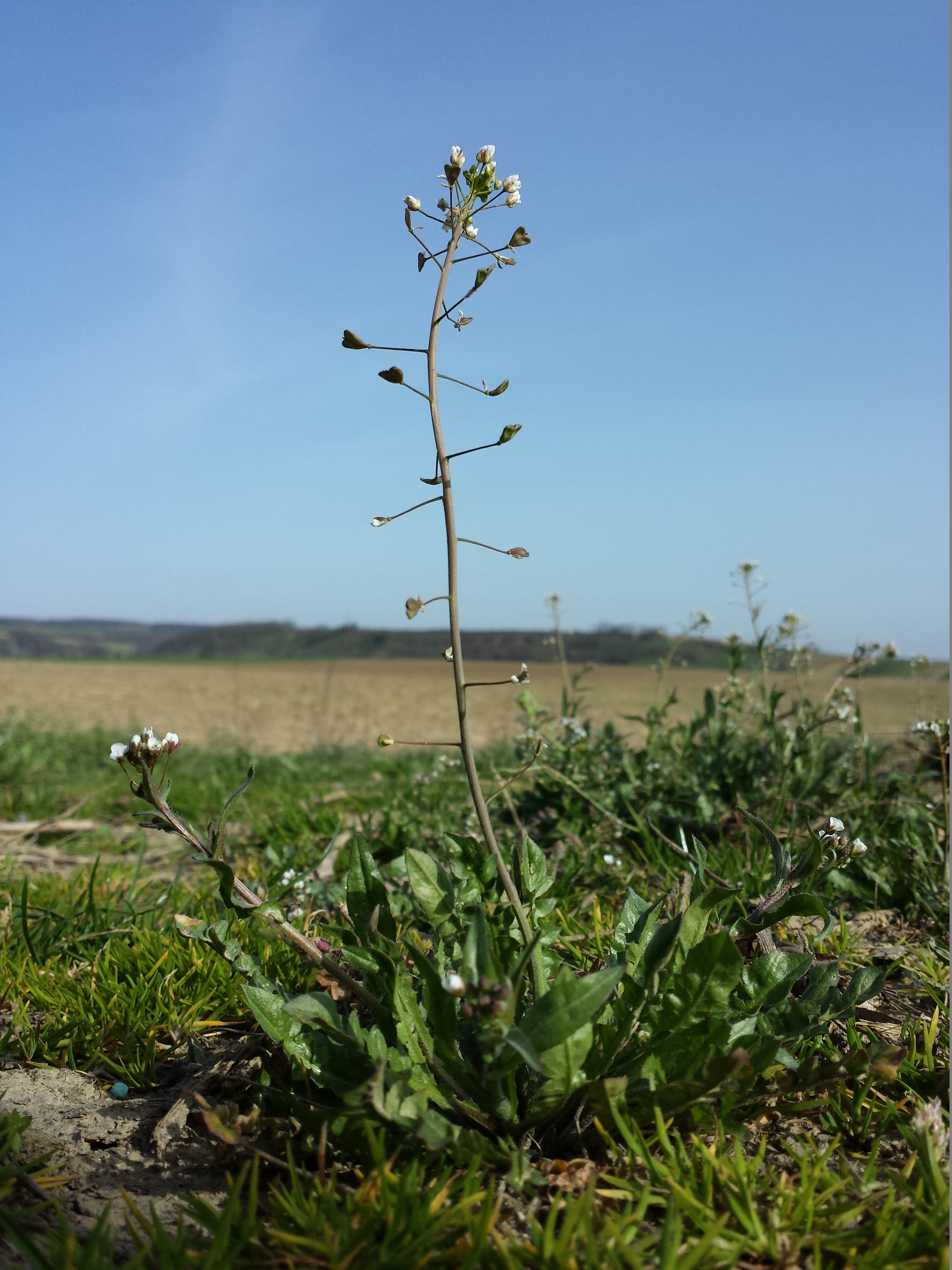
Pokrój

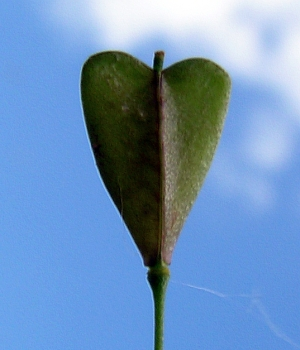
Owoc

Tasznik pospolity (Capsella bursa-pastoris (L.) Medik.) – gatunek rośliny należący do rodziny kapustowatych (krzyżowych). Pochodzi prawdopodobnie ze wschodniej części basenu Morza Śródziemnego, ale współcześnie jest szeroko rozprzestrzeniony na całym świecie, także w Polsce. Występuje w różnych siedliskach, zwykle jako roślina ruderalna i trudny do wytępienia chwast. Rosnąc w uprawach, jest szkodliwy głównie dlatego, że ułatwia porażanie ich przez pasożyty i patogeny, dla których jest żywicielem pośrednim. Użytkowany jest jako roślina lecznicza, a regionalnie także jako roślina jadalna (ceniona zwłaszcza w Azji Wschodniej). Jest także rośliną olejo- i miododajną, znajduje zastosowanie w biotechnologii, biomonitoringu, fitoremediacji gleb, przez naukowców bywa traktowany jako gatunek modelowy, a także pomaga zwalczać owady dokuczliwe dla człowieka.

## Rozmieszczenie geograficzne
Pierwotny zasięg występowania tasznika pospolitego nie jest dokładnie znany, najprawdopodobniej jednak pochodzi on z regionu śródziemnomorskiego, z jego wschodniej części.
Znaleziska nasion tasznika na Wyspach Brytyjskich z plejstocenu wskazują na to, że tasznik pospolity mógł stanowić w Europie północno-zachodniej element ówczesnej flory późnoglacjalnej lub preborealnej.
Współcześnie tasznik pospolity jest gatunkiem kosmopolitycznym tj. rozprzestrzenionym na całym świecie. Uznawany jest za drugi pod względem rozpowszechnienia gatunek rośliny na Ziemi (po rdeście ptasim). Zawleczony został na wyspy Atlantyku, na oba kontynenty amerykańskie, na wyspy Pacyfiku i do Australii, do Azji wschodniej, Afryki Południowej i Środkowej. W strefie równikowej rośnie jednak głównie w obszarach chłodniejszych – na terenach wyżynnych i górskich. Na północy sięga do 65°N w Islandii i 71°N w Norwegii.
Na wyższych szerokościach rośnie głównie na terenach niżej położonych, choć w Skandynawii osiąga do 2091 m n.p.m., w Alpach rośnie do około 3000 m n.p.m. W Himalajach sięga do 5900 m n.p.m.
W Polsce gatunek występuje pospolicie na całym niżu i w niższych położeniach górskich, rzadko pojawiając się w piętrze kosodrzewiny. We florze Polski ma status archeofita.

## Morfologia

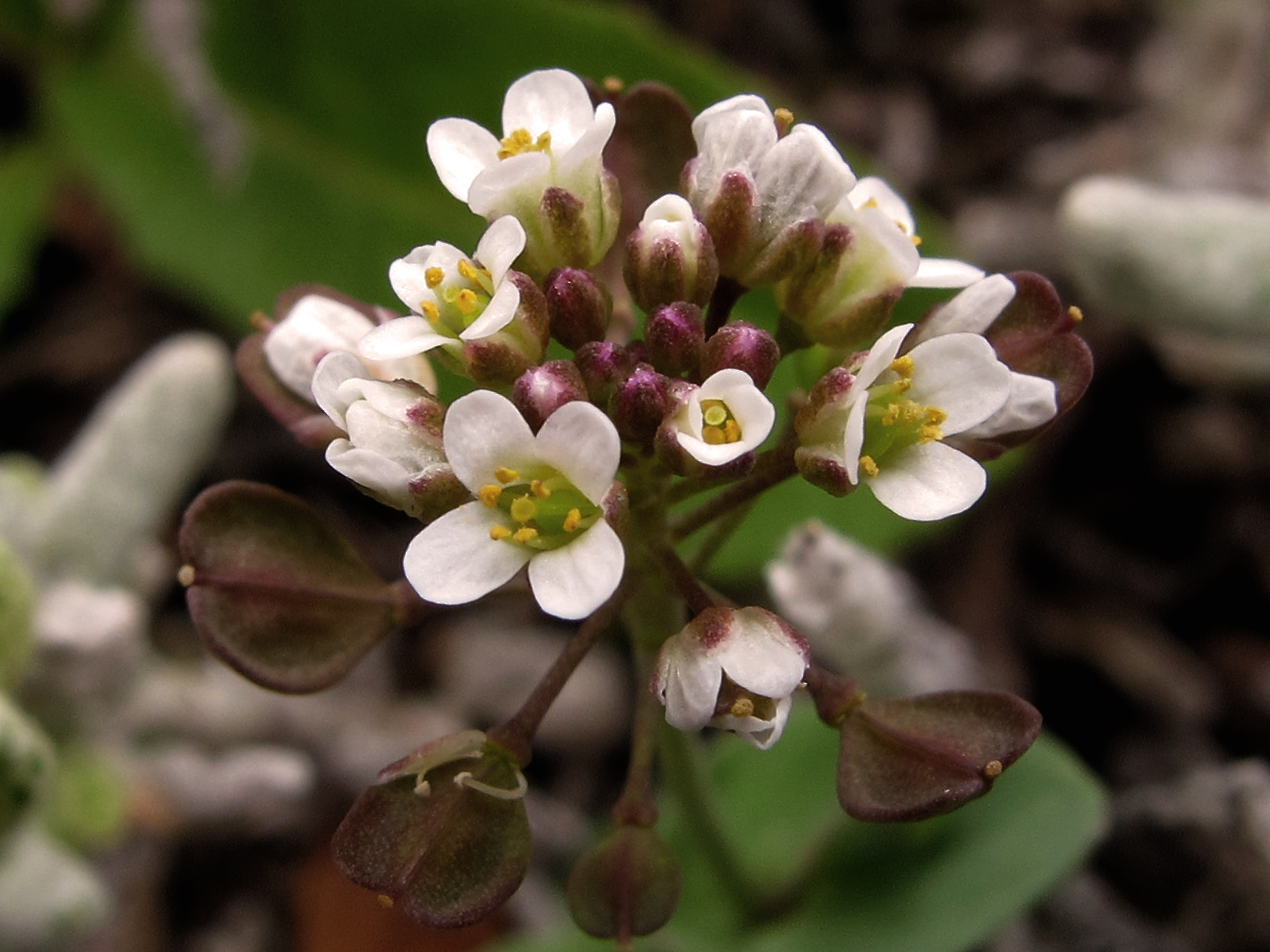
Szczyt kwiatostanu

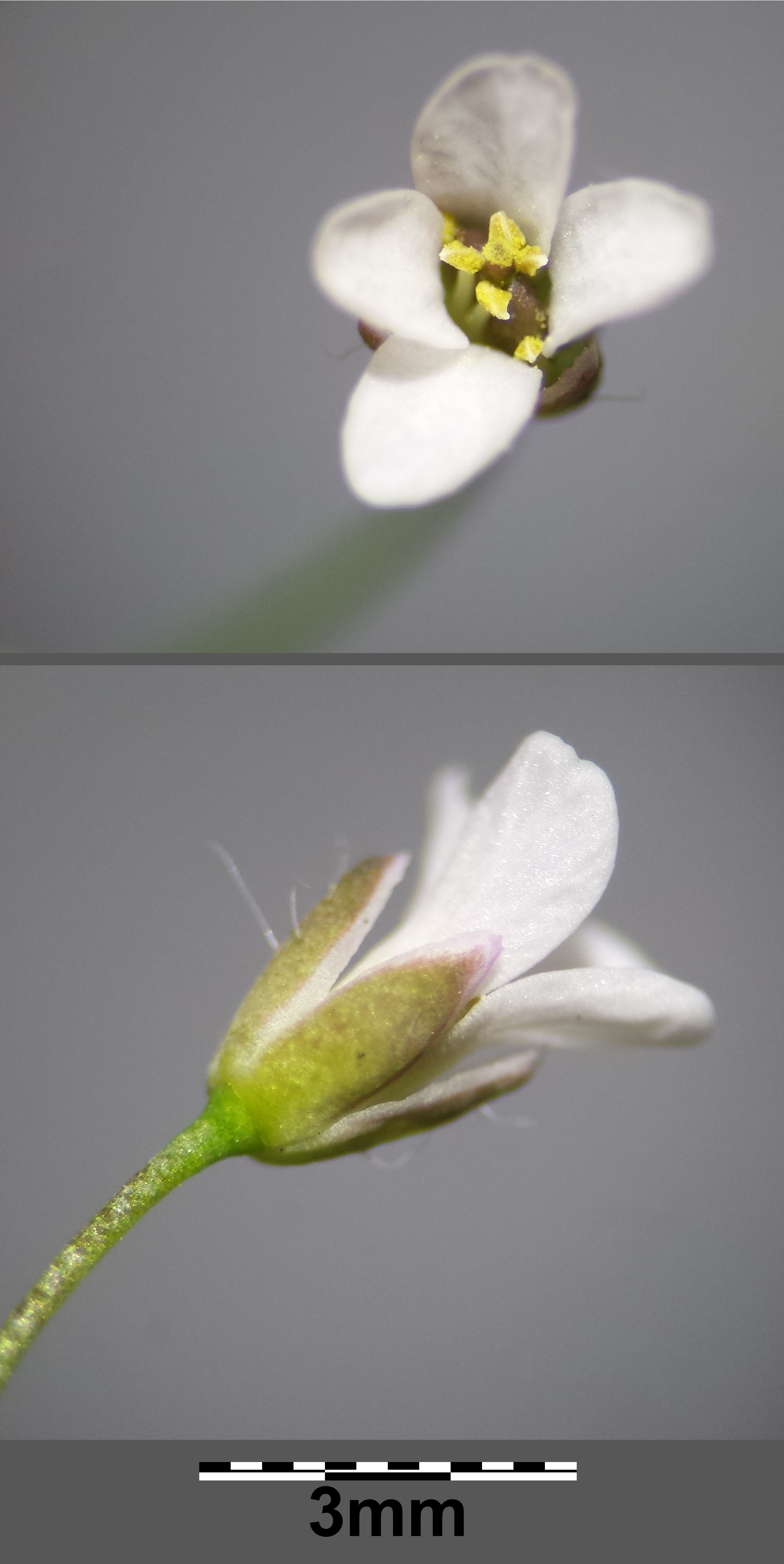
Kwiat tasznika pospolitego

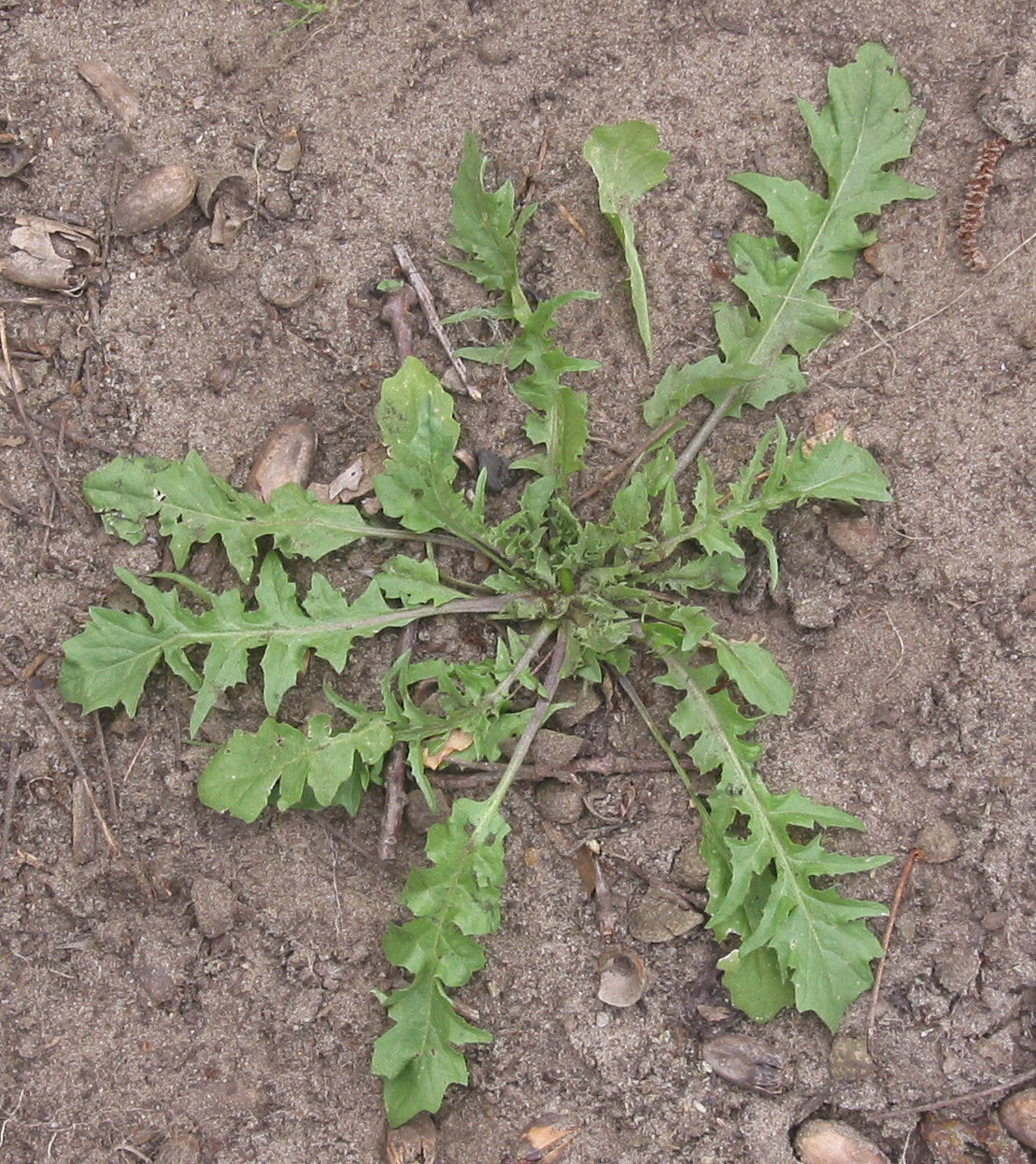
Rozeta liści przyziemnych

PokrójGatunek charakteryzuje się dużą zmiennością budowy, w zależności od warunków środowiska, a także wieku rośliny i pory roku.
KorzeńPojedynczy, biały korzeń palowy, często rozwidlający się na głębokości ok. 10 cm. W luźnych glebach osiąga ok. 33 cm, w zbitych jest krótszy. U silnie rosnących roślin korzeń ten w górnej części osiąga do 0,5 cm średnicy. W górnej części też znajduje się większość korzeni bocznych.
ŁodygaWzniesiona, pojedyncza lub rozgałęziająca się, zwykle o wysokości od 10 do 40 cm, ale czasem tylko 3 cm, a maksymalnie nawet do ponad 100 cm. Nieco kanciasta, ma kolor jasnozielony do słomkowego. Jest naga lub różnym stopniu pokryta u dołu pędu pojedynczymi i gwiazdkowatymi, a w górze tylko gwiazdkowatymi włoskami, rozdzielającymi się nisko u nasady na 3 do 5 promieni.
LiścieSkrętoległe, przy ziemi skupione w rozetę. Blaszka o bardzo zmiennych wymiarach i kształcie, w ogólnym zarysie lancetowata, zwężona w ogonek osiągający od 0,5 do 4 cm długości. Liście rozetkowe w zależności od siedliska osiągają od 3 do 33 cm długości i 1,5 do 8,6 cm szerokości. Blaszka może być całobrzega, ząbkowana, zatokowo wcinana do pierzastodzielnej, w tym także w zależności od pory roku i wieku rośliny (starsze mają liście silniej podzielone). Liście łodygowe zawsze mniejsze, siedzące, o strzałkowatej nasadzie obejmującej łodygę. Mają kształt lancetowaty do równowąskiego, długość od 1 do 5,5, rzadko 8 cm i szerokość od 1 do 1,5, rzadko 2 cm. Ich blaszka jest całobrzega lub ząbkowana.
KwiatyDrobne kwiaty tworzą długie grono w górnej, nieulistnionej części łodygi. W szczytowej części jest ono bardzo gęste, niżej rzadkie. W czasie owocowania zarówno oś kwiatostanu, jak i szypułki kwiatowe wydłużają się. Cztery działki kielicha są skośnie odstające, zielone lub czerwonawe, biało obłonione na brzegu, owłosione, długości ok. 1 mm (ew. 2–2,2 mm). Cztery płatki korony białe, rzadziej różowe lub żółtawe, jajowate, o długości zwykle 2–2,2 mm (ew. do 3–4 mm). Czasami brak płatków korony. Działki kielicha i płatki korony ustawione są względem siebie na krzyż. Pojedynczy, górny słupek z szyjką długości 0,5 mm otoczony jest przez 6 pręcików czterosilnych. Nitki pręcików są białe, długości 1–2 mm. Jajowate pylniki mają długość do 0,5 mm.
OwocTrójkątna, silnie spłaszczona łuszczynka z sercowatym (łukowatym) wycięciem na wierzchołku z trwałą, krótką szyjką. Osiąga długość od 5,0 do 9,2 mm i szerokość od 3,6 do 8,8 mm. Szypułka, na której jest osadzona, w czasie owocowania osiąga 5–20 mm długości. W jednej łuszczynie znajduje się zazwyczaj 10-20 nasion (maksymalnie 39).
NasionaJajowate lub eliptyczne, bocznie spłaszczone, u dołu zaokrąglone, a na szczycie ścięte i tu z mięsistym, białawym znaczkiem (hilum). Mają długość 0,8–1 (1,2) mm i szerokość (0,4) 0,6–0,8 mm. Łupina nasienna gładka, w powiększeniu siatkowato-szorstka, ciemnoczerwona, żółtawobrązowa lub brunatna. Masa suchego nasiona wynosi średnio 0,15 mg. Jedna roślina wytwarza średnio według jednego źródła około 2–4 tysięcy nasion, według innych – minimum 5 tysięcy, a maksimum 90 tysięcy. Występuje duża zmienność pod tym względem w zależności od siedliska. Mniej nasion (średnio 17 w łuszczynce) i owoców (średnio 58) powstaje na roślinach rosnących w niekorzystnych warunkach, takich jak miejsca wydeptywane. Z kolei te rosnące jako chwasty w ogrodach wytwarzają blisko tysiąc owoców (średnio 985) zawierających średnio po 27 nasion.

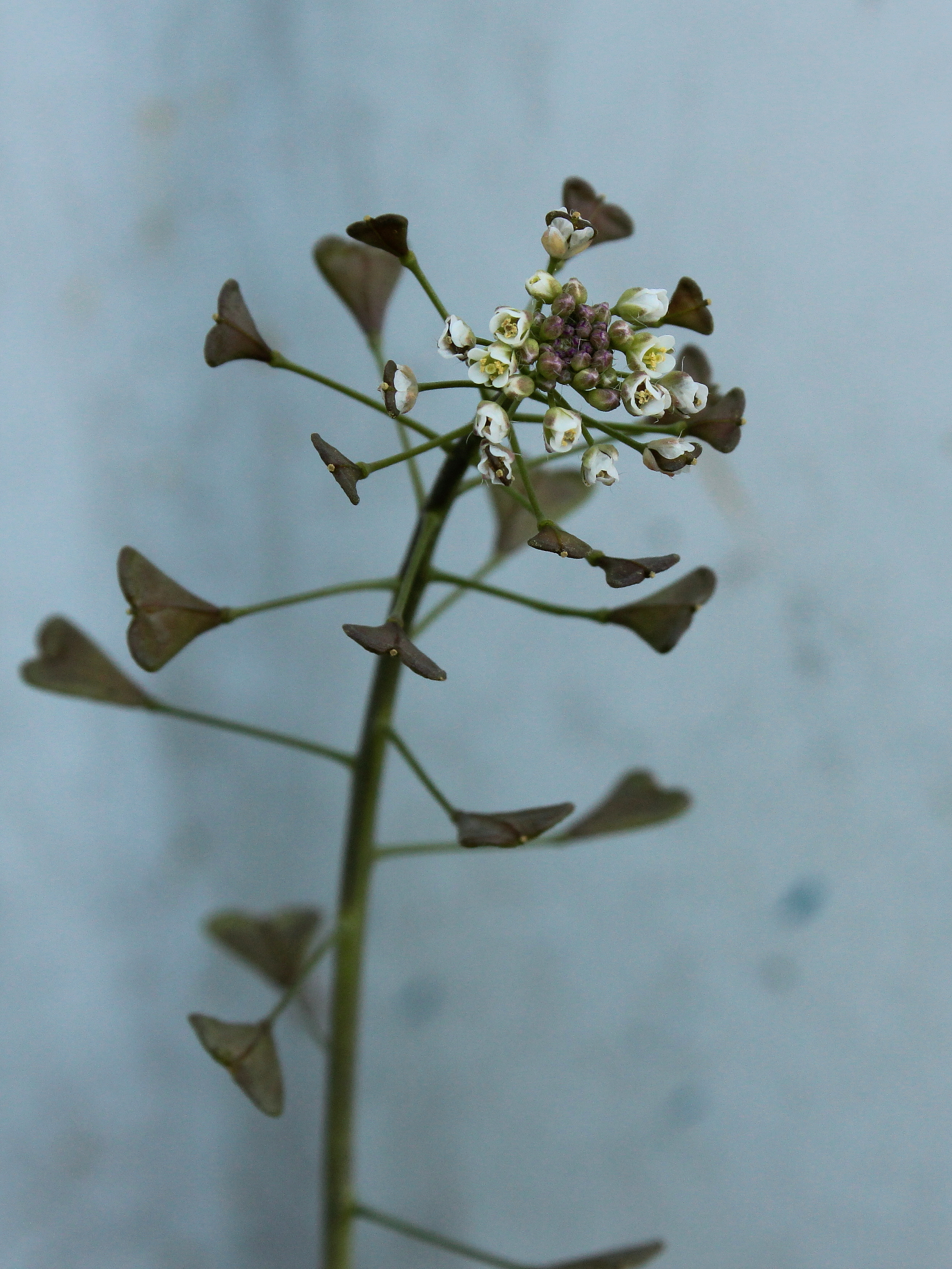
Dojrzewające owoce
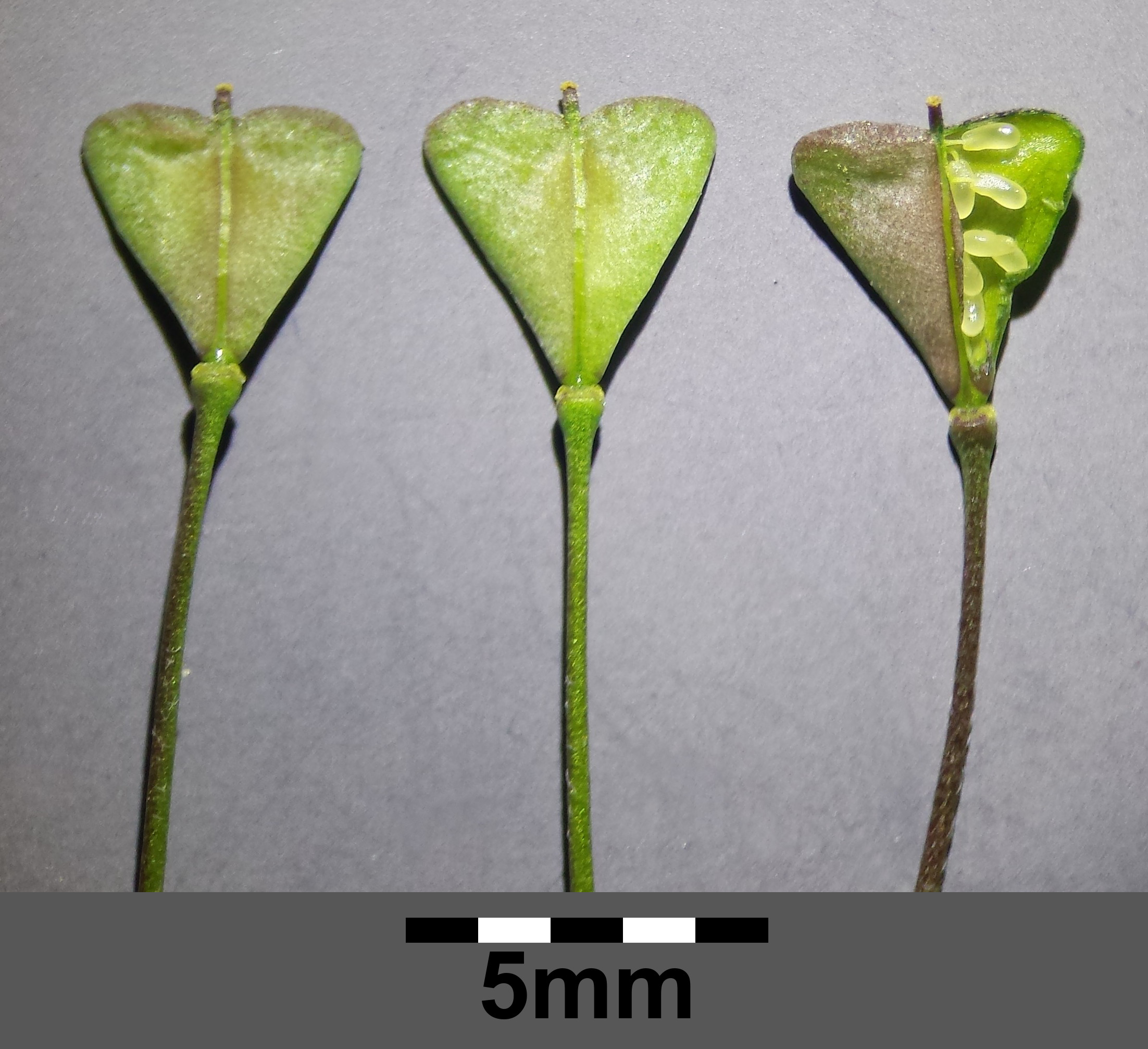
Dojrzewające owoce
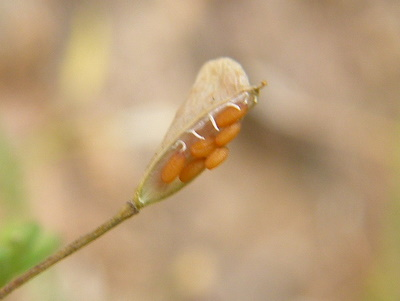
Otwarta łuszczynka z nasionami

Gatunki podobneMimo istnienia morfologicznych różnic diagnostycznych gatunki z rodzaju Capsella bywają z racji swej zmienności, dużej zwłaszcza u tasznika pospolitego, bardzo do siebie podobne i konieczne jest stosowanie metod molekularnych dla ich identyfikacji.
Tasznik pospolity od Capsella thracica i C. grandiflora różni się krótką szyjką słupka (poniżej 0,5 mm, podczas gdy u tych dwóch osiąga 0,7 mm), C. grandiflora ma też płatki ponad 4 mm długości (oba wcześniej wymienione mają je o długości zwykle poniżej 3 mm). C. orientalis jest w dole gęsto, szarawo owłosiony i ma płatki żółtawe, C. rubella ma płatki i działki różowo nabiegłe i oba te okółki podobnej długości lub płatki są niewiele dłuższe od działek (wszystkie inne gatunki mają płatki wyraźnie dłuższe od działek).

## Systematyka, zmienność i mieszańce

### Pozycja systematyczna i pochodzenie
Ze względu na zmienność morfologiczną roślin z rodzaju tasznik Capsella pozycja i granice podziału poszczególnych gatunków w jego obrębie były niejasne i przedstawiano różne koncepcje ich klasyfikacji. Przełom nastąpił po zastosowaniu badań genetycznych, a zwłaszcza po uwzględnieniu w nich roślin z niepewnych dotąd i słabo poznanych taksonów.
Ostatni wspólny przodek wszystkich gatunków taszników był samopłonnym diploidem, który występował w późnym plejstocenie we wschodniej Europie i zachodniej Azji, a być może także i w jej środkowej części. Kolejne zlodowacenia plejstoceńskie spowodowały podział jego populacji i powstanie w efekcie wschodniej i zachodniej linii rozwojowej. Wschodnia linia podzieliła się około 0,87 miliona lat temu (w plejstocenie) i reprezentowana jest współcześnie przez dwa siostrzane gatunki – Capsella bursa-pastoris i C. orientalis. Z analizy genomu tasznika pospolitego wynika, że gatunek powstał stosunkowo niedawno, bo 100–300 tysięcy lat temu, w wyniku hybrydyzacji diploidalnych przodków (bywają identyfikowani z gatunkami C. orientalis i C. grandiflora). Dużą zmienność morfologiczną tasznika pospolitego tłumaczy to, że powstawał w wyniku wielokrotnych autoploidii. Także to jest prawdopodobnie powodem ewolucji od rośliny samopłonnej do samopylnej. Z kolei za genetycznie uwarunkowaną dużą adaptację tego gatunku do różnych siedlisk odpowiadać ma wielokrotna introgresja z diploidalnymi taksonami rodzicielskimi.

### Zmienność i klasyfikacja wewnątrzgatunkowa
Gatunek jest bardzo zmienny pod względem morfologicznym – osiąganych rozmiarów, kształtu i wielkości owoców i liści. Od XIX wieku wielu autorów opisywało w jego obrębie wiele różnych podgatunków, odmian lub mikrogatunków. Zwykle wyróżniano tylko kilka taksonów w obrębie tego gatunku z różnych krajów, ale w pierwszych dekadach XX wieku szwedzki botanik Ernst Almquist w kolejnych koncepcjach podziału tego taksonu doszedł do około 200 mikrogatunków łączonych w 12 grup. W ciągu XX wieku zaczęto krytycznie podchodzić do podziałów taksonomicznych opisujących w istocie zmienność fenotypową (→ plastyczność fenotypowa), w tym wypadku znaczną ze względu na zróżnicowanie siedlisk zajmowanych przez gatunek. Dodatkowo zauważono, że zmienność kształtu liści związana jest np. z porą roku, w jakiej się one rozwijają (liście wiosenne i jesienne są bardziej klapowane od liści letnich, które u tych samych osobników bywają nawet całobrzegie). Wpływ na budowę roślin mają także zacienienie, presja związana z wydeptywaniem, temperatura, wysokość nad poziomem morza. Z drugiej strony zwrócono jednak uwagę na łatwość utrwalania się odmienności różnych populacji ze względu na znaczny udział samopylności w rozmnażaniu tego gatunku.
Wśród różnych propozycji podziałów wyróżniał się koncept Georga Shulla z 1909, który analizował budowę liści roślin z różnych lokalizacji z Ameryki Północnej, ale po namnożeniu ich w standardowych warunkach. Bazując na stwierdzonych różnicach w kształcie liści wyróżnił on cztery grupy, które nazwał biotypami (biotypes): simplex, rhomboidea, heteris i tenuis.
W końcu XX wieku różni autorzy analizowali zróżnicowanie morfologiczne roślin pochodzących z różnych części Europy, Azji południowo-zachodniej i północnej Afryki, dla ograniczenia zmienności fenotypowej wysiewając nasiona w standardowych warunkach i badając rośliny potomne. Analizę budowy liści uzupełniono przy tym o obserwacje budowy owoców, czasu kwitnienia i liczby chromosomów. Badania te dały wyniki interpretowane jako zbieżne z tymi Shulla.
- grupa A (simplex) – liście w większości pojedyncze, niepodzielone lub płytko wcinane, klapy zaokrąglone lub trójkątne; torebki stosunkowo duże, równobocznie trójkątne, o długości średnio 7,8 mm i szerokości 7,3 mm; liczba chromosomów 2n = 4x = 32;
- grupa B (rhomboidea) – liście wcinane, często do nerwu głównego, ze szczytową klapą mniej lub bardziej rombowatą, oddzieloną od sąsiednich zatokowym wcięciem; torebki duże, równoboczne (dłuższe niż szersze), o długości średnio 7,6 mm i szerokości 6,6 mm; liczba chromosomów 2n = 4x = 32;
- grupa C (heteris) – liście wcinane, często do nerwu głównego, szczytowa klapa oddzielona od sąsiednich głębokim, ostrym wcięciem; torebki niewielkie, niemal równoboczne (dłuższe niż szersze), o długości średnio 6,6 mm i szerokości 4,9 mm; liczba chromosomów 2n = 16;
- grupa D (tenuis) – liście płytko wcinane (nie do nerwu głównego) jednak z klapami wąskimi, szczytowa klapka nie oddzielona od sąsiadujących głębokim wcięciem; torebki niewielkie, równoramienne (dłuższe niż szersze), o długości średnio 6,3 mm i szerokości 4,3 mm; liczba chromosomów 2n = 16.

Rośliny tetraploidalne (grupy A i B) zakwitają szybciej, średnio po 32 (A) i 40 (B) dniach. Rośliny diploidalne kwitną po 65 (C) i 70 dniach (D).
Najbardziej rozpowszechnione na różnych obszarach Europy są grupy B (rhomboidea) i C (heteris). Grupa A (simplex) jest także częsta w Wielkiej Brytanii, w Turcji stwierdzona tylko na wybrzeżach, w badaniach z innych obszarów Europy forma wykazywana jest jako rzadka. Grupa D (tenuis) stwierdzona została w środkowej Anglii, ale nie odnaleziono jej w pozostałej części Europy ani w Turcji.
W obrębie gatunku czasem uznawaną rangę taksonomiczną mają dwa podgatunki:
- ssp. bursa-pastoris – podgatunek nominatywny, występujący w całym zasięgu gatunku,
- ssp. thracica (Velen.) Stoj. & Stefanov – opisany tylko z południowej Bułgarii.

W badaniach genetycznych dowiedziono jednak, że takson endemiczny dla Bułgarii, wyróżniający się morfologicznie od typowego tasznika pospolitego dłuższą szyjką słupka, zasługuje na rangę gatunkową (Capsella thracica Velen.). Jest to bowiem allopoliploid (tetraploid) mieszańcowego pochodzenia, którego przodkami byli C. bursa-pastoris i występujący współcześnie już tylko w zachodnich Bałkanach Capsella grandiflora (Fauche & Chaub.) Boiss.

### Mieszańce
Poza wspomnianym wyżej utrwalonym mieszańcem (C. thracica Velen.) tasznik pospolity miesza się łatwo także z innymi gatunkami z tego rodzaju.
Na obszarach, gdzie nakładają się zasięgi śródziemnomorskiego gatunku Capsella rubella i tasznika pospolitego C. bursa-pastoris, często występuje sterylny mieszaniec między nimi – Capsella gracilis Gren. Rejestrowany był on także w Wielkiej Brytanii, gdzie C. rubella jest gatunkiem introdukowanym. W Stanach Zjednoczonych odnotowano mieszańce tasznika pospolitego także z innymi gatunkami z tego rodzaju (wszystkie występują tam jako introdukowane).
Dokonuje się krzyżowania tego gatunku z przedstawicielami innych rodzajów roślin użytkowych z rodziny kapustowatych, albo w celu poprawy ich właściwości użytkowych, albo w celu oceny ryzyka związanego z możliwością powstania i rozprzestrzenienia się w środowisku hybryd z odmianami transgenicznymi.

## Nazewnictwo
Ogromna zmienność fenotypowa gatunku, różnorodność zajmowanych siedlisk i rozległość zasięgu spowodowały, że w przeszłości opisano liczne taksony współcześnie traktowane jako nazwy synonimiczne. Uznaje się, że jest ich ponad 250.
Do popularniejszych synonimów nazwy naukowej należą: Thlaspi bursa-pastoris L., Sp. Pl. 647 1753, Bursa bursa-pastoris (L.) Shafer, Annuaire Conserv. Jard. Bot. Genève 1: 25 1901, Bursa pastoris Weber ex F.H. Wigg., Prim. Fl. Holsat. 47 1780.
Nazwa naukowa utworzona została od różnych określeń nawiązujących do specyficznego kształtu owoców, przypominającą dawną sakiewkę pasterską. Nazwa rodzajowa Capsella stanowi zdrobnienie od łacińskiego słowa capsa znaczącego „schowek, torbę”, z kolei nazwa gatunkowa búrsa-pastóris to po łacinie „torba pasterska” i po raz pierwszy opublikowana została w odniesieniu do tego gatunku przez Andreę Cesalpino (1519–1603).
W polskim naukowym nazewnictwie zwyczajowym gatunek określany był w ślad za przypisaniem przez Karola Linneusza do rodzaju tobołki Thlaspi mianem „tobołków właściwych” i „tobołków pospolitych”. W różnych dawnych źródłach gatunek określany był nazwami nawiązującymi głównie do kształtu owoców: „bydelnik, bygielnik, czyszpula, gygielnyk, igielnik, kaleta pasterska, mieszki, taszki, tobołki, pastewne ziele, kaletnik, kaszka, podbiał polny”. Nazwa „taszka, taszki” używana w Wielkopolsce i Małopolsce pochodzi od dawnego znaczenia odnoszącego się do sakiewki, kieski, kieszeni. Nazwa „kaleta pasterska, kaleta, kaletka” znaczyła skórzaną torebkę na pieniądze, sakiewkę noszoną przy pasie. Nazwa „kaletki” stosowana była w rejonie Krakowa. Bardziej lokalnie stosowane były nazwy „gęsia rzeżucha” (od niem. Gansecrase), „pastusza trawa” i „strzelica” (okolice Międzyrzeca), „krwawnik” (ze względu na zastosowanie przy tamowaniu krwawień), „stulidupa” (okolice Wieliczki, od zastosowania w leczeniu biegunki), „serduszka” (okolice Krosna, od kształtu owoców), „wszy, wszybój” (okolice Wołkowyska, ze względu na stosowanie do tępienia wszy u bydła), „motyle, motylki” (Kaszuby, od kształtu owoców), „bydlnik” (Lubelszczyzna), „sumki pastusze” (Białostocczyzna), „gryczka” (Mazowsze), „tobołki pastusze” (Kielecczyzna).

## Biologia

### Rozwój
Roślina jednoroczna (jara lub czasem ozima – zimują różyczki liściowe), czasem z powodu zimowania zwana jest rośliną dwuletnią. Rozmnaża się wyłącznie przez nasiona.

#### Fenologia
Pierwsze liście właściwe rozwijają się 12–14. dnia po rozpoczęciu kiełkowania. U roślin kiełkujących w marcu, pęd rozwija się w maju i pierwsze kwiaty formowane są już 3–4 dni później. Roślina kwitnie przez cały sezon wegetacyjny – od marca aż do późnej jesieni, a nawet w zimie, gdy jest ciepła i bezśnieżna. Od końca maja pojawiają się pierwsze dojrzałe owoce. Nasiona wysypywane są z torebek głównie między czerwcem i sierpniem.

#### Zapylanie
Kwiaty są samopylne lub owadopylne, przy czym do zapylenia krzyżowego dochodzi w mniej niż 10% przypadków, głównie w czasie suchej i słonecznej pogody. Sprzyja mu także obserwowane nieznacznie szybsze dojrzewanie znamienia słupka niż pylników (protogynia). Czasem też w czasie zimnej pogody pręciki nie rozwijają się wcale lub szybko odpadają. Pyłek między kwiatami przenoszony jest przez muchówki i niewielkie pszczoły.

#### Rozsiewanie
Nasiona nie wysypują się od razu po dojrzeniu i pęknięciu torebki – odrywane są od fałszywej przegrody w łuszczynce dzięki ruchom powietrza i kroplom deszczu. Osłonięte rośliny zrzucają nasiona w odległości do 50 cm od siebie. W warunkach ekspozycji na wiatr nadal większość opada w tej odległości, ale 20% spada w odległości powyżej 50 cm, maksymalnie do nieco ponad 1 m. Nasiona rozprzestrzeniane są także przez wody opadowe, znajdowane były w odchodach ptaków, owiec, bydła i koni, bywają też przenoszone przez mrówki. Przylepione do grudek ziemi lub błota przemieszczane są na obuwiu lub kołach pojazdów. Ze względu na śluzowaciejącą łupinę nasienną w kontakcie z wodą – wilgotne nasiona przyczepiają się do zwierząt i są przez nie przemieszczane. W glebie rozprzestrzeniane są przez dżdżownice.

#### Kiełkowanie
Dojrzewanie nasion trwa bardzo szybko – w ciągu roku możliwy jest rozwój trzech pokoleń tych roślin, jeśli pierwsze zacznie kiełkować wczesną wiosną. W ciągu roku występują jednak dwa okresy najbardziej intensywnego kiełkowania – główny w marcu i mniejszy we wrześniu, z wyraźnym spadkiem zwłaszcza w okresie jesienno-zimowym, kiedy też następuje znikomy wzrost wcześniej skiełkowanych roślin. Te rośliny, które skiełkują późno w danym roku, zimują w postaci niewielkich rozet, po czym jednak zakwitają bardzo wcześnie w następnym roku.
W glebie nasiona zachowują zdolność kiełkowania przez długi czas (nawet do 35 lat), przy czym u połowy nasion w glebie zdolność ta zanika po 5 latach, a w miejscach intensywnie uprawianych już po roku (co jednak związane jest z większą śmiertelnością siewek, a nie wprost z zamieraniem nasion z banku glebowego). Zdolności do kiełkowania nasion nie obniża długotrwała susza.
Świeżo powstałe nasiona są uśpione i wymagają stratyfikacji dla pobudzenia do kiełkowania – schłodzenia przez dwa tygodnie w temperaturze 4 °C (przechowywane dłużej w tej temperaturze, co najmniej przez dwa lata, nie tracą nic na zdolności do kiełkowania). Najlepiej kiełkują w glebie żyznej o zawartości wody 20% – w glebie piaszczystej, bardzo suchej (poniżej 10% wody) lub mocno wilgotnej kiełkowanie jest osłabione.
Nasiona kiełkować mogą już przy temperaturze 2–5 °C, lecz zazwyczaj ma to miejsce w temperaturze między 5 i 30 °C. Nasiona pochodzące z populacji z różnych obszarów kiełkują w innych temperaturach. Kiełkowanie może nastąpić w dowolnym momencie roku, przy czym przezimowanie nasion znacznie zwiększa ich zdolność kiełkowania.
Nasiona tasznika są pseudodrapieżne (ang. protocarnivorous) – otaczający je śluz zawiera związki chemiczne wabiące nicienie, pierwotniaki i bakterie glebowe. Następnie zawarte w śluzie toksyny je zabijają, a proteazy rozkładają ich białka. Pozyskiwane w ten sposób aminokwasy odżywiają zarodek i kiełkującą roślinę. Doświadczenia potwierdziły, że rośliny kiełkujące w glebie zawierającej nicienie rozwijały się lepiej od tych, które rosły w glebie sterylnej. Różnica była tym bardziej widoczna, im bardziej gleba była uboga w związki azotu.
Kiełkowanie jest epigeiczne. Z proksymalnego końca nasiona wyrasta korzeń zarodkowy w ciągu minimum 3 dni. Po 4–5 dniach rozwijają się liścienie. Pierwsze liście właściwe pojawiają się po 12–14 dniach, a kolejne po 14–17. Wzrost korzeni bocznych zaczyna się około 15 dnia rozwoju siewki.
Siewka
Hipokotylu brak lub bardzo krótki, do 10 mm długości, gładki. Liścienie dwa, na ogonkach ok. 5 mm długości, ich blaszka  owalna, do 4 mm długości, naga, na końcu zaokrąglona. Epikotylu brak. Pierwsze liście właściwe wyrastają naprzeciwlegle na dość długich ogonkach. Pierwsze dwie pary mają blaszki podługowato odwrotnie jajowate, całobrzegie lub rzadko w drugiej parze z drobnymi, nielicznymi ząbkami. Nerw środkowy lepiej widoczny od dołu. Liście te pokryte są włoskami gwiazdkowatymi i rzadkimi włoskami pojedynczymi. Liście dalszych par, także owłosione, mają blaszki ząbkowane i coraz bardziej wycinane, do pierzastosiecznych.

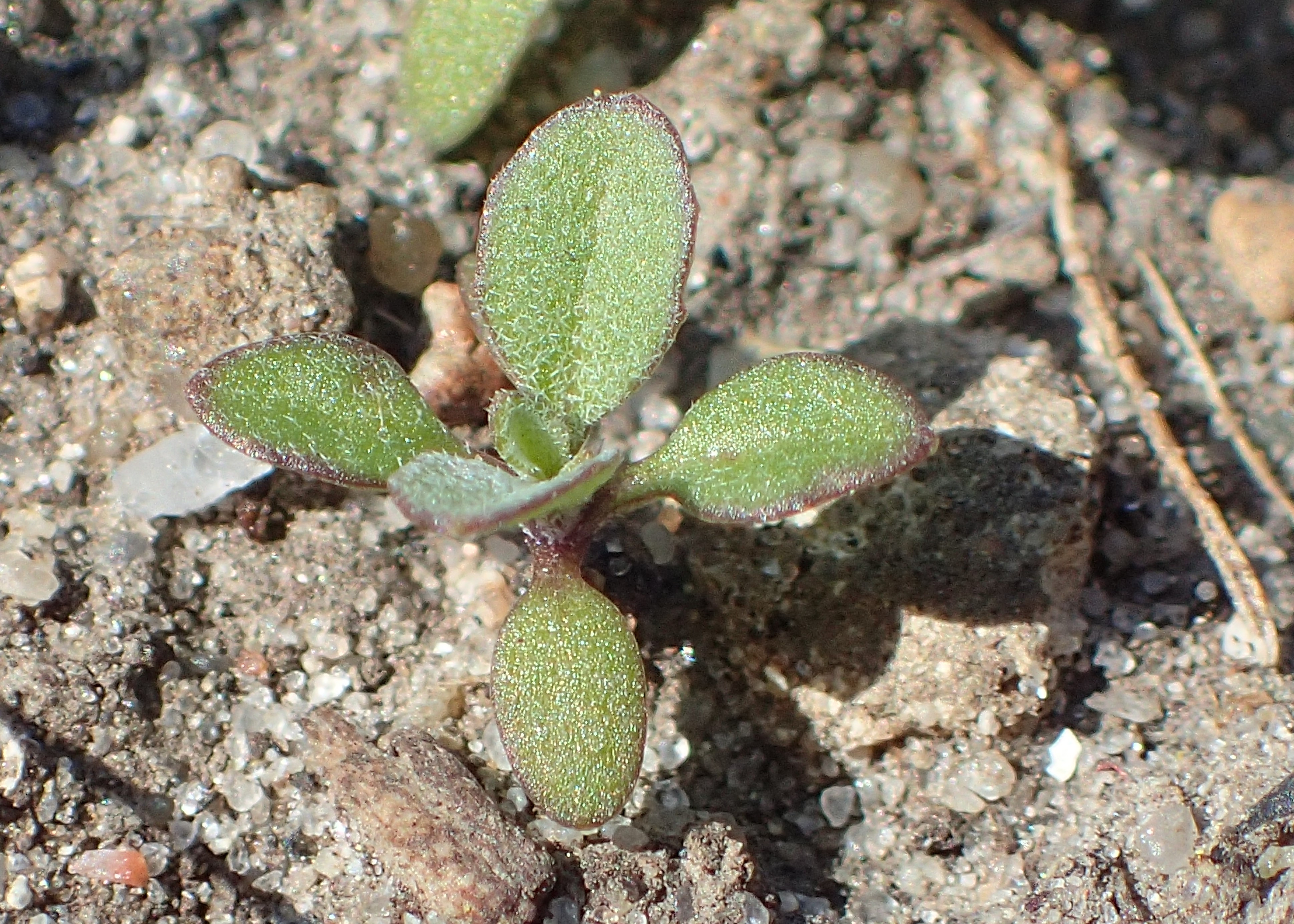
Siewka kiełkująca wiosną (kwiecień)
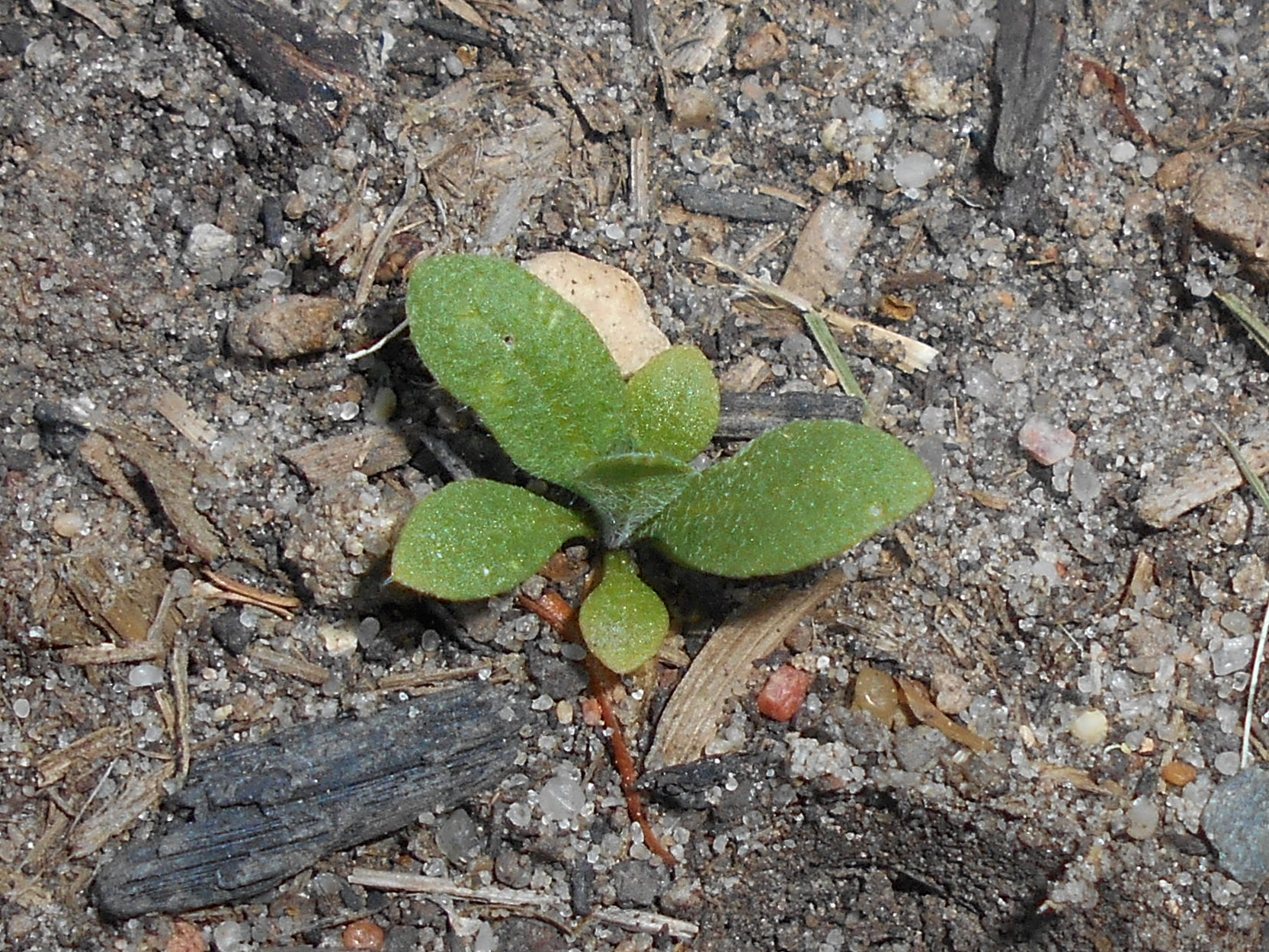
Siewka kiełkująca wiosną (maj)
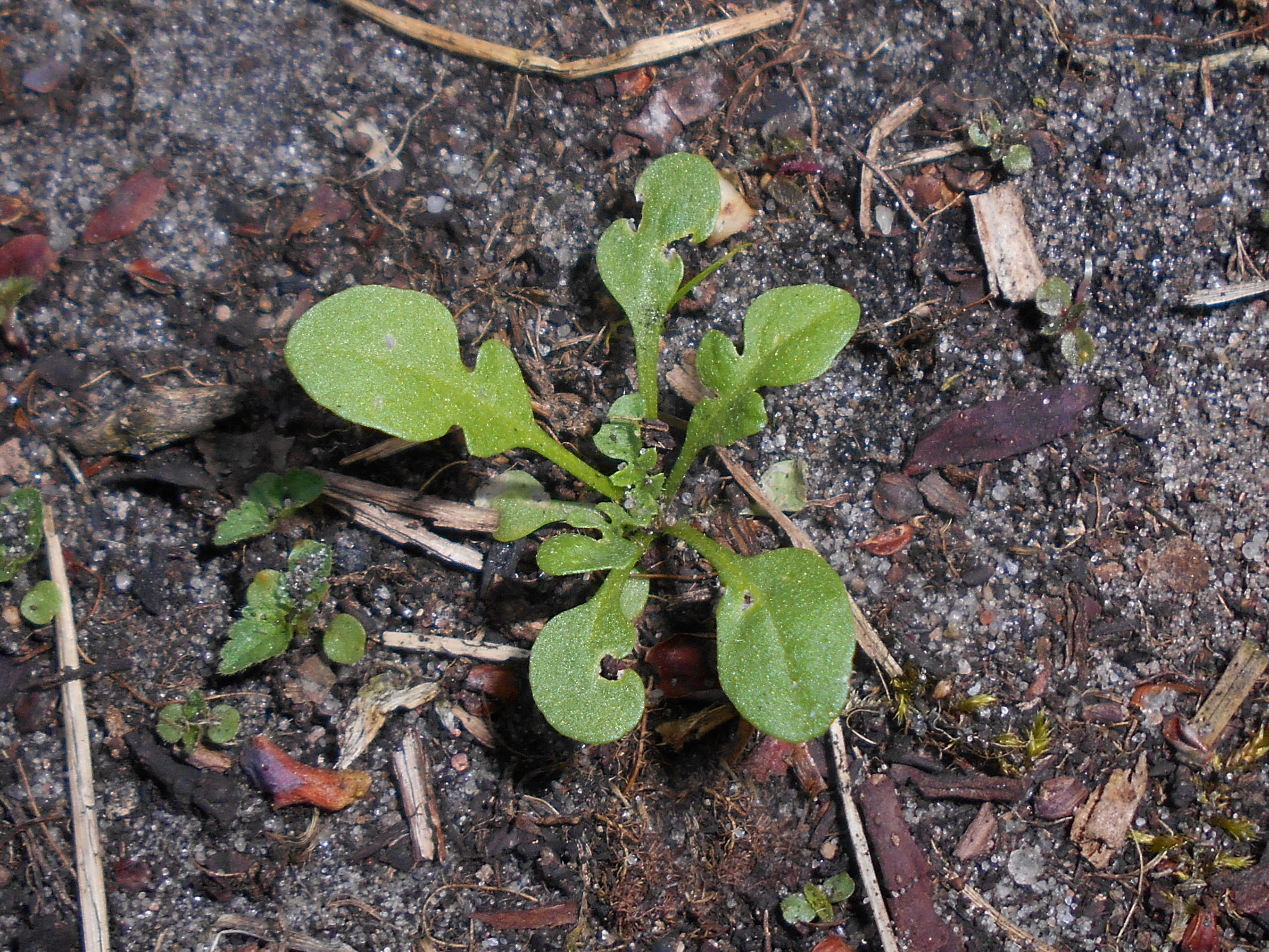
Rozeta rośliny zimującej (kwiecień)

### Fitochemia
Ziele tasznika zawiera z substancji czynnych: flawonoidy (rutynę, diosminę, hesperydynę), aminokwasy (m.in. ornitynę, kwas α-aminomasłowy i γ-aminomasłowy), monoterpeny (kamforę), glukozynolany (synigrynę). Opisywane jest jako zawierające aminy biogenne, takie jak: acetylocholina, cholina (do 1%), histamina, ale bywa to kwestionowane. W zielu zawarte są także sole mineralne (głównie potasu i wapnia), garbniki, witamina C (w liściach ok. 150 mg%), A, B i K, kwasy organiczne (bursowy, fumarowy, jabłkowy, kwas kumarowy i fenolokwasy – kwas chlorogenowy, syringowy, kwas wanilinowy), olejek eteryczny (0,02%), nietrwały alkaloid bursyna, inozyt, hysopina, sterole (β-sitosterol), β-karoten, oleje roślinne.

### Genetyka
Zwykle rośliny z tego gatunku identyfikowane są jako tetraploidy o liczbie chromosomów 2n = 32. Rzadziej rejestrowane są diploidy 2n = 16. Tetraploidy cechują się szybszym rozwojem i większymi owocami od diploidów. Zróżnicowanie ploidalności koreluje z podziałem na biotypy u tego gatunku.
Poziom zróżnicowania genetycznego jest większy u populacji cechujących się większą dynamiką warunków siedliskowych, przykładowo jest większy w miejscach, gdzie gatunek rośnie jako chwast w uprawach.
Ze względu na genezę gatunku będącego allotetraploidem (patrz: alloploidalność) większość jego genów występuje w dwóch zestawach na chromosomach homologicznych. Geny takie podlegają procesom neofunkcjonalizacji, subfunkcjonalizacji, ewentualnie utracie lub wyciszeniu.

## Ekologia

### Siedlisko
Jest to gatunek synantropijny – zarówno ruderalny, jak i segetalny. Rośnie na siedliskach ruderalnych; przy drogach, na torowiskach kolejowych i tramwajowych, na podwórzach, wysypiskach śmieci, ugorach, w ogrodach, w szczelinach murów, na rumowiskach. W uprawach rolnych i ogródkach bywa dokuczliwym chwastem. Utrzymuje się w miejscach wydeptywanych, przy czym rośliny z takich siedlisk cechują się rozetą złożoną z większej liczby liści, niżej rozgałęzionym pędem z mniejszą liczbą kwiatów, mniejszymi owocami z mniejszą liczbą nasion, a w miejscach bardzo silnie wydeptywanych w ogóle ich nie zawiązuje. Odporność na wydeptywanie tłumaczona jest dużą zdolnością do regeneracji tych roślin, a także małymi ich rozmiarami, elastycznością i sztywnością pędów rozgałęziających się nisko.
Jest to roślina światłolubna, związana z klimatem umiarkowanym, w obrębie którego rośnie w miejscach o szerokim spektrum zmienności temperatur i opadów. Utrzymuje się nawet na pustyniach, w miejscach bardzo suchych. Do adaptacji do miejsc suchych należy wytwarzanie grubej warstwy wosków, zwijanie liści i zwiększanie ich omszenia. Z drugiej jednak strony rośliny tego gatunku nie są rejestrowane na siedliskach stale wilgotnych – zamierają w miejscach, gdzie stagnuje woda.
Zimujące rozety znoszą dobrze mrozy do -12 °C. Nie zarejestrowano u tego gatunku uszkodzeń powodowanych przez wiatr lub silne nasłonecznienie. W strefie klimatu subtropikalnego i tropikalnego występuje głównie na wyższych wysokościach.
Tasznik pospolity zasiedla zasadniczo tereny nizinne i wypłaszczenia lub łagodne stoki, na terenach o zróżnicowanej rzeźbie preferuje ekspozycję południową. Rośnie na różnych glebach, gliniastych, piaszczystych, kamienistych i płytkich, także mocno zbitych. Częsty jest zwłaszcza na silnie nawożonych glebach uprawnych. Notowany jest także na glebach próchnicznych, iłach, na skałach wapiennych i serpentynitach oraz na glebach zasolonych chlorkami. Preferuje neutralny odczyn gleby, rośnie dobrze w zakresie pH od 5 do 8. Korzystnie i silnie reaguje na nawożenie zwiększając udział pędu, w tym kwiatostanu, w ogólnej masie rośliny. W doświadczeniach rośliny pozytywnie reagowały (wzrostem masy) na nawożenie fosforem, azotem i potasem, jednak wyraźnie tylko przy umiarkowanych dawkach. Przy niedoborach azotu powstają bardzo słabo rosnące formy głodowe. Z kolei najwyższe rozmiary roślin osiąga na glebach żyznych i pulchnych.

### Relacje międzygatunkowe

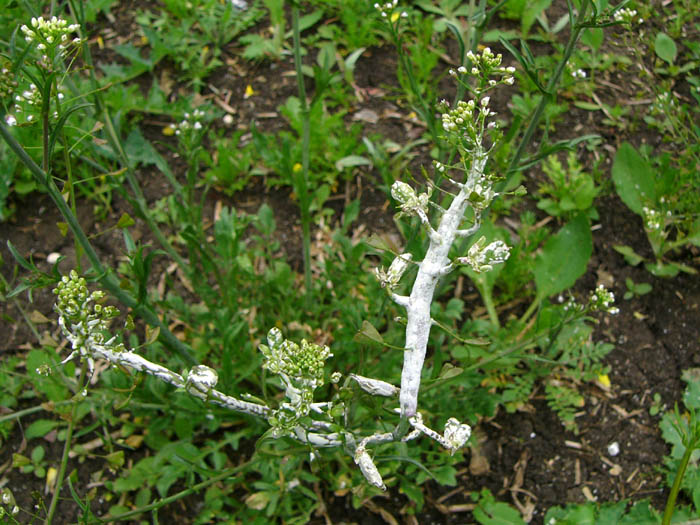
Tasznik porażony przez Albugo candida

Fitosocjologia i oddziaływania z roślinami
Tasznik pospolity rośnie najczęściej w zbiorowiskach chwastów, w inicjalnych zbiorowiskach siedlisk ruderalnych i zbiorowiskach wydeptywiskowych. W zbiorowiskach segetalnych należy do najbardziej wytrwałych i utrzymujących się na polach mimo stosowania różnych metod zwalczania chwastów (utrzymuje się wraz z takimi gatunkami jak: komosa biała, perz właściwy, wiechlina roczna, rdest ptasi, gwiazdnica pospolita, przetacznik polny i perski oraz fiołek polny). Jest typowym gatunkiem zbiorowisk z klasy Chenopodietea, przy czym lokalnie bywa wskazywany jako gatunek charakterystyczny konkretnych zespołów, np. w Irlandii dla zespołu Veronica-Lamietum hybridi. Notowany jest także w zbiorowiskach muraw wydeptywiskowych zaliczanych do związku Polygonion avicularis oraz w rajgrasowych łąkach świeżych.
Tasznik pospolity jest gatunkiem pionierskim na siedliskach zaburzonych i ustępuje ze zbiorowisk w miarę wzrostu udziału w nich innych roślin, zwłaszcza traw. Podobnie jest słabym gatunkiem konkurencyjnym dla gatunków uprawianych i dlatego rosnąc jak chwast nie wpływa bezpośrednio na ich plon.
Roślinożercy
Tasznik pospolity jest zgryzany przez bydło, konie, jaki, owce i króliki. Chętnie też jest jedzony przez ślimaki, przy czym ich żerowanie nie wpływa na żywotność roślin. Nasiona tasznika są bardzo chętnie zjadane przez ptaki. Na nadziemnych pędach żerują niektóre gatunki pluskwiaków, chrząszczy i muchówek. Dla wielu gatunków owadów, w tym także szkodliwych dla gatunków uprawianych, jest ważną rośliną żywicielską w okresie zimowym, miejscem rozwoju i żerowania.
Larwy kilku gatunków zwińcowatych (Drymus sylvaticus, Scolopostethus affinis, Scolopostethus decoratus, Stygnocoris fuligineus) żerują na owocach i nasionach tasznika. Na liściach, pędach i czasem kwiatach żerują liczni przedstawiciele mszycowatych (np. mszyca trzmielinowo-burakowa Aphis fabae, A. frangulae subsp. capsellae, A. nasturtii, A. gossypii, Lipaphis erysimi, mszyca brzoskwiniowa Myzus persicae, Myzus ascalonicus, mszyca zbożowa Sitobion avenae), czasem przenosząc choroby wirusowe (zwłaszcza Aulacorthum solani), często powodując zwijanie się liści (Aphis euonymi, Brevicoryne brassicae, Myzus certus). Z bawełnicowatych korzeniami tasznika żywi się Smynthurodes betae. Dla larw dwóch gatunków motyli tasznik jest rośliną pokarmową: larwy zorzynka rzeżuchowca Anthocharis cardamines żywią się liśćmi, a dorosłe nektarem z kwiatów, zaś larwy Lithostege griseata żywią się owocami i nasionami. Ze stonkowatych larwy pchełki smużkowanej Phyllotreta nemorum minują liście tasznika, a dorosłe Phaedon cochleariae wygryzają dziury w blaszce. Z wciornastkowatych z tasznikiem związany jest Thrips palmi. Z ryjkowcowatych na taszniku żeruje szereg gatunków z rodzaju Ceutorhynchus: C. contractus, C. erysimi, C. floralis, C. pleurostigma, C. pumilio, C. sulicollis, C. timidus. M.in. korzeniami tasznika żywią się larwy ogrodnicy niszczylistki Phyllopertha horticola z rodziny poświętnikowatych. Na roślinie tej żywią się larwy Athalia bolivari z pilarzowatych. Larwy Dasineura brassicae z pryszczarkowatych powodują powstawanie galasów na pędach tasznika. Larwy miniarkowatych (Liriomyza stigara i Phytomyza horticola) minują liście. Przedstawiciel roztoczy – Aceria drabae – powodować może na taszniku powstawanie galasów na liściach i deformacje kwiatów.
Patogeny grzybowe
Na taszniku pospolitym pasożytują niektóre grzyby i grzybopodobne lęgniowce: Erysiphe cruciferarum wywołujący mączniaka prawdziwego roślin kapustnych, Hyaloperonospora parasitica wywołujący mączniaka rzekomego kapustowatych (na taszniku objawia się zgrubieniami pędów), Albugo candida (często na taszniku, porażone rośliny mają silnie zmieniony wygląd), Mycosphaerella capsellae powodujące plamistość liści, skrętniczka purpurowa Helicobasidium purpureum powodująca gnicie korzeni, rdze: Puccinia trabutii i P. lagenophorae.
Mykoryza
Zazwyczaj u roślin tego gatunku nie stwierdza się mykoryzy lub stwierdza się mykoryzę niefunkcjonującą. Rzadko, ale jednak stwierdzono u tego gatunku mikoryzę funkcjonującą.
Choroby wirusowe
Tasznik podatny jest na zarażenie licznymi wirusami odnasiennymi. Należą do nich z rodzaju Polerovirus: beet mild yellowing virus BMYV i potato leaf roll virus PLRV oraz z rodzaju Tospovirus: tomato spotted wilt virus (TSWV), poza tym zarejestrowano na tym gatunku: beet yellows virus (BYV), cucumber mosaic virus (CMV), anemone mosaic virus (turnip mosaic virus), aster yellows virus, beet curly top virus, beet mosaic virus, tomato black ring virus, cabbage black ringspot virus (turnip mosaic virus), cabbage ring necrosis virus (turnip mosaic virus), cauliflower mosaic virus, tobacco broad ringspot virus, wirus mozaiki tytoniu tobacco mosaic virus, tobacco ringspot virus, turnip crinkle virus, clover big vein virus (clover wound tumor virus), potato yellow dwarf virus, radish mosaic comovirus i turnip yellow mosaic virus. W Nowej Zelandii na gatunku tym zidentyfikowano także: alfalfa mosaic virus, potato virus Y, soybean dwarf virus.

## Znaczenie użytkowe
W badaniach archeologicznych potwierdzono stosowanie nasion tasznika pospolitego już przed okresem starożytnym. Gatunek rozprzestrzenił się, najprawdopodobniej jako chwast w uprawach, ze wschodniej części basenu Morza Śródziemnego do Europy Środkowej, w czasie, gdy ludzie opanowywali na tych obszarach rolnictwo. Ze współczesnej Turcji znany jest ze znalezisk datowanych na 5850–5600 r. p.n.e., a z Europy Środkowej z około 4000 r. p.n.e. Nasiona tasznika znaleziono w żołądku człowieka z Tollund. Od czasów starożytnych gatunek jest cenionym warzywem i rośliną leczniczą w Chinach.

### Chwast
Tasznik pospolity jest chwastem pojawiającym się masowo zwłaszcza w ogrodach warzywnych, ale też na polach rzepaku, roślin okopowych, rzadziej w zbożach i w innych uprawach (w Afryce Środkowej jest np. chwastem plantacji kawowca Coffea). Rzadko pojawia się także jako chwast na pastwiskach, z reguły zbyt intensywnie użytkowanych i zwykle na ich obrzeżach, na drogach i w koleinach.
Należy do chwastów trudnych do wytępienia zabiegami agrotechnicznymi, gdyż rozwój rośliny od wykiełkowania do wydania nasion trwa bardzo krótko, zasoby nasion w glebie są ogromne, zachowują one przez wiele lat zdolność do kiełkowania i wschodzą niejednocześnie od wiosny do jesieni.
Tasznik pospolity opisywany jest jako chwast słabo konkurencyjny – według niektórych autorów zanika wraz z rozwojem roślin uprawnych i nie wpływa na ich plonowanie, inni piszą o jego znacznej konkurencyjności. Główny problem jednak stanowi to, że gatunek ten jest żywicielem pośrednim pasożytów i grzybów patogennych, zwłaszcza dla rzepaku i innych kapustowatych.
Do metod zapobiegających zachwaszczeniu tasznikiem należy dbanie o czystość materiału siewnego i stosowanie do nawożenia obornika nie zanieczyszczonego nasionami chwastów. Gdy pojawia się w uprawie, zaleca się niszczenie jego wschodów za pomocą narzędzi ogrodniczych i środków chwastobójczych, przy czym metody mechaniczne dają ograniczone efekty i rekomendowane jest zwalczanie chemiczne, tym bardziej że gatunek jest wrażliwy na szereg preparatów. Do herbicydów skutecznych przeciw tasznikowi należą te z grupy 2,4-D i MCPA, sporządzane na bazie metrybuzyny, bentazonu, chlomazonu, pochodnych sulfonylomocznika, acetanilidu, triazyn i pochodnych imidazolu.
Ze względu na rozpowszechnienie tego gatunku w uprawach i ich sąsiedztwie oraz bliskie pokrewieństwo z innymi gatunkami kapustowatych, w tym modyfikowanymi genetycznie, potencjalnym ryzykiem podlegającym ocenie jest możliwość powstania i rozprzestrzenienia się w środowisku hybryd tasznika i roślin transgenicznych.

### Roślina lecznicza
Historia

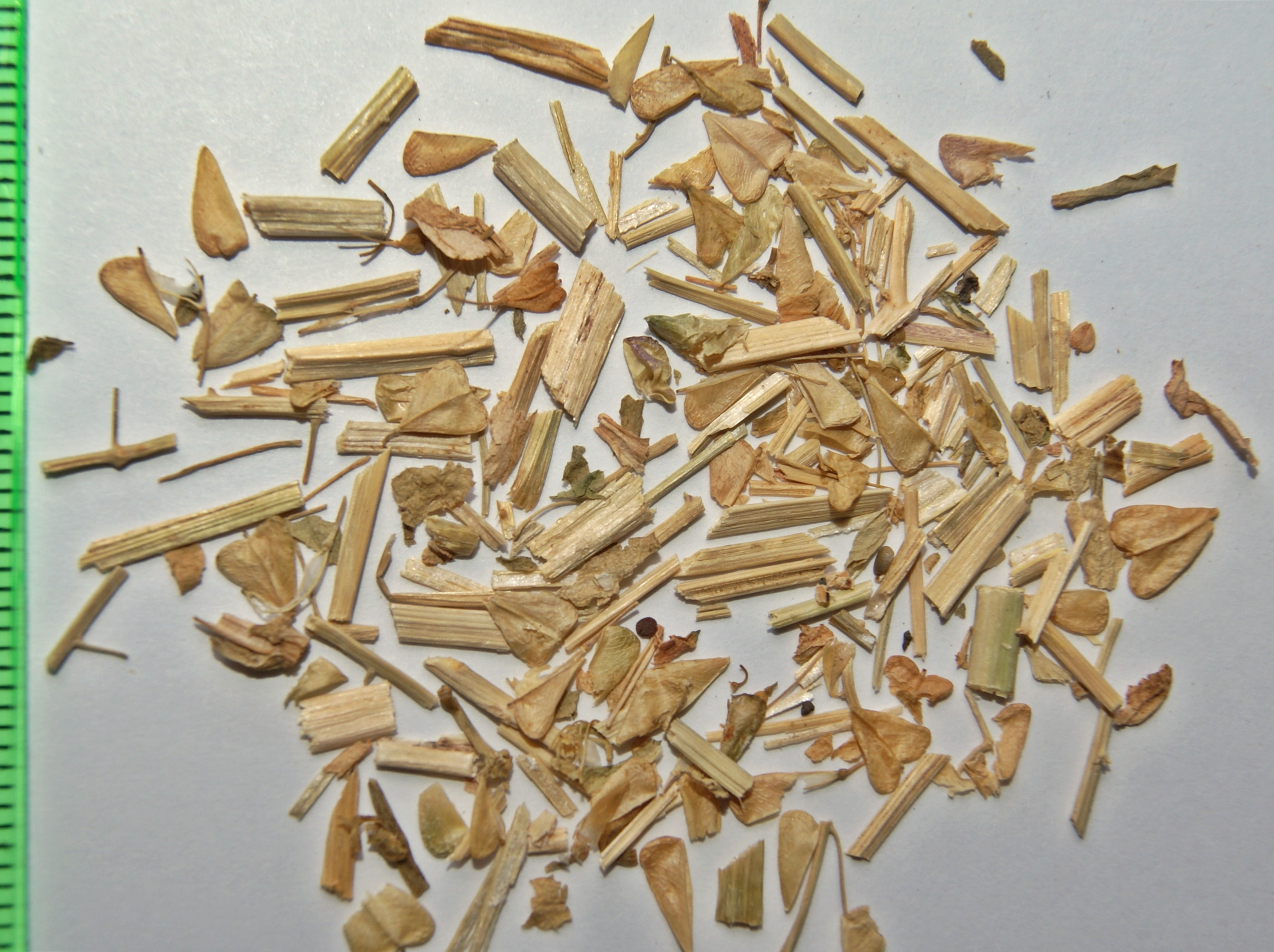
Surowiec zielarski – suszone ziele tasznika

Ziele tasznika stosowane jest w medycynie i ludowym ziołolecznictwie od czasów starożytnych. Hipokrates (460–377 p.n.e.) określił tasznik mianem najważniejszego „leku macicznego”. Tradycyjnie tasznik stosowany był zwykle jako lek przeciwkrwotoczny, także ściągający, napotny, moczopędny, obniżający ciśnienie krwi, jako antyseptyk układu moczowego, napar stosowano dla uniknięcia szkorbutu. W medycynie ludowej na Łotwie stosowany był także przeciw nowotworom. Lokalnie na ziemiach polskich stosowano tasznik także przeciw bólom głowy (Żywiec), na kaszel (okolice Zbaraża), na zimnicę (Międzyrzec Podlaski, Kujawy), w razie biegunki (Wieliczka). W medycynie tybetańskiej tasznik jest rośliną leczniczą stosowaną do leczenia oczu, biegunki i wzmacniania organizmu. W ograniczonym stopniu roślina stosowana była także w medycynie chińskiej (przy niespecyficznych chorobach oczu i dyzenterii), używany był także w medycynie tureckiej i japońskiej.
Surowiec zielarski
Ziele tasznika pospolitego (Herba Bursae pastoris), czasem także płynny wyciąg (Extractum Bursae pastoris fluidum). Stosowane są napary z ziela (20 g suszonego ziela na 250 ml wrzątku), wyciągi zimne (30–50 mg suszonego ziela na 1 litr przegotowanej wody), a także świeży sok wyciskany z roślin. Dostępne są w ofercie handlowej nalewki (niemal zupełnie jednak wyszła z użycia Tinctura bursae produkowana przez firmę Rademacher), tabletki z tasznika oraz suszone ziele.
Wierzono dawniej, że do powstrzymywania krwotoków wystarczy trzymanie tasznika w ręku (miało to powstrzymywać wypływ krwi z niej puszczonej lub krwawienie z nosa, jeśli trzymało się tasznik w ręce prawej, gdy krew płynęła prawą dziurką, albo w lewej, gdy płynęła lewą), okładanie zielem szyi (ew. obwiązywanie jej) lub choćby patrzenie na nie. Podobnie do wyleczenia zimnicy wystarczyć miało włożenie tasznika do buta chorego.
W szczególny sposób przygotowywano także stosowaną wewnętrznie nalewkę spirytusową z tasznika. Butelkę ze spirytusem i rozdrobnionym zielem tasznika umieszczano w surowym bochenku chleba, który następnie wypiekano w piecu. Po rozcięciu chleba uzyskiwano gotowy środek stosowany do leczenia.
Zbiór i suszenie
Zbiera się całe pędy w okresie kwitnienia (od maja do lipca) i suszy w miejscu przewiewnym, ocienionym w temperaturze do 30 °C. Nie należy zbierać roślin pokrytych szarobrunatnymi plamami, porażonych przez pasożytnicze grzyby (dawniej przypisywano grzybowi je wywołującemu – Albugo candida – właściwości krwiotamujące, ale zostało to zakwestionowane).
Działanie
Zielu przypisywane jest działanie ściągające, moczopędne, a zwłaszcza przeciwkrwotoczne. Ekstrakty mają zachowywać przeciwkrwotoczne właściwości tylko przez trzy miesiące. Najbardziej skuteczny ma być świeży sok z ziela. Preparaty z tasznika stosowane są przy małych krwawieniach z przewodu pokarmowego, układu moczowego i przy powtarzających się krwawieniach z nosa i dziąseł, a u kobiet do leczenia krwotoków z macicy i przy obfitych oraz przedłużających się menstruacjach. Ziele to nie jest skuteczne natomiast przy krwawieniach płucnych. Krwawienia z dróg rodnych u kobiet leczono mieszanką zawierającą ziele tasznika, skrzypu, liście orzecha włoskiego, nagietka i kasztanowca. W medycynie ludowej ziele tasznika używano zewnętrznie do okładania przewlekłych egzem, powierzchownych skaleczeń i hemoroidów, a wewnętrznie do zwalczania gorączki. Nanoszono na niewielkie zranienia ze względu na działanie ściągające (stosowano wilgotny kompres z naparu). Przy krwawieniach z nosa nasączano w naparze z tasznika tampon wkładany do nosa. Tasznik dodawany jest także do mieszanek ziołowych stosowanych w schorzeniach dróg moczowych i przy niewydolności wątroby. Ze względu na wywoływanie i nasilanie skurczów macicy stosowany bywał podczas porodu. Zielu przypisywane jest też łagodne działanie przeczyszczające ze względu na pobudzanie perystaltyki jelit.
Za działanie przeciwkrwotoczne odpowiada prawdopodobnie peptyd o aktywności podobnej do oksytocyny, choć jego występowanie w zielu bywa kwestionowane. Badanie kliniczne potwierdziło skuteczność wodno-alkoholowego ekstraktu z tasznika pospolitego w tamowaniu krwotoku poporodowego, wykazało też znacząco lepszą skuteczność przy podawaniu podjęzykowo tego ekstraktu w stosunku do oksytocyny.
Po podaniu pozajelitowo wyciągu z tasznika zarejestrowano jego działanie podobne do parasympatykomimetyków – w zależności od dawki powodował wzrost lub spadek ciśnienia tętniczego, działał ino- lub chronotropowo dodatnio na serce oraz nasilał skurcze macicy. Według niektórych autorów mechanizm działania związków czynnych tasznika wykazujących (w badaniach na zwierzętach) działanie przeciwzapalne, przeciwwrzodowe, moczopędne, hipotensyjne i inne nie został dotąd wyraźnie wyjaśniony (Wyk i Wink 2008).
Inni wskazują na sulforafan – obecny nie tylko w taszniku, ale i w innych warzywach kapustowatych – jako związek odpowiedzialny za działanie przeciwzapalne i antybakteryjne. Za działanie antyoksydacyjne odpowiadać mają liczne flawonoidy i one tłumaczą też zmniejszenie przepuszczalności naczyń krwionośnych zarejestrowane w badaniach na myszach. Za działanie antynowotworowe (także badania na myszach) odpowiada kwas fumarowy. W doświadczeniach na myszach włączenie do diety tasznika w udziale 20 i 40% skutkowało utrudnieniem w zachodzeniu owulacji oraz przejściową niepłodnością zarówno samic, jak i samców. W doświadczeniach na szczurach ekstrakt z pędów tasznika wykazał znaczące działanie hepatoochronne.
Leczenie za pomocą tasznika uważane bywa za przestarzałe przez jednych autorów, podczas gdy inni widzą duży potencjał tego ziela dla wytworzenia leków o różnych działaniach farmakologicznych.
Europejska Agencja Leków rekomenduje stosowanie ekstraktu z tasznika przy obfitych menstruacjach u kobiet dorosłych, o regularnych cyklach miesiączkowych, po konsultacji lekarskiej. Rekomendacja wydana została przy niedostatku badań klinicznych, ale na podstawie długotrwałego i bezpiecznego stosowania tego preparatu.
Dawkowanie i przeciwwskazania
Nie zaleca się długotrwałego i nadmiernego stosowania tasznika oraz przekraczania dawki dziennej spożywanej doustnie i wynoszącej 15 g oraz stosowania miejscowo więcej niż 5 g surowca na 150 ml naparu. Nie są znane działania niepożądane przy właściwym stosowaniu i dawkowaniu, tym niemniej nie zaleca się przyjmowania i stosowania tej rośliny w czasie ciąży. Zarejestrowano słabo toksyczne działanie ekstraktu z tasznika na myszy.
Medycyna niekonwencjonalna
Roślina wykorzystywana jest w homeopatii. Preparaty przygotowane przy udziale świeżych roślin stosowane są przy krwawieniu z nosa i kamicy nerkowej.

### Roślina jadalna

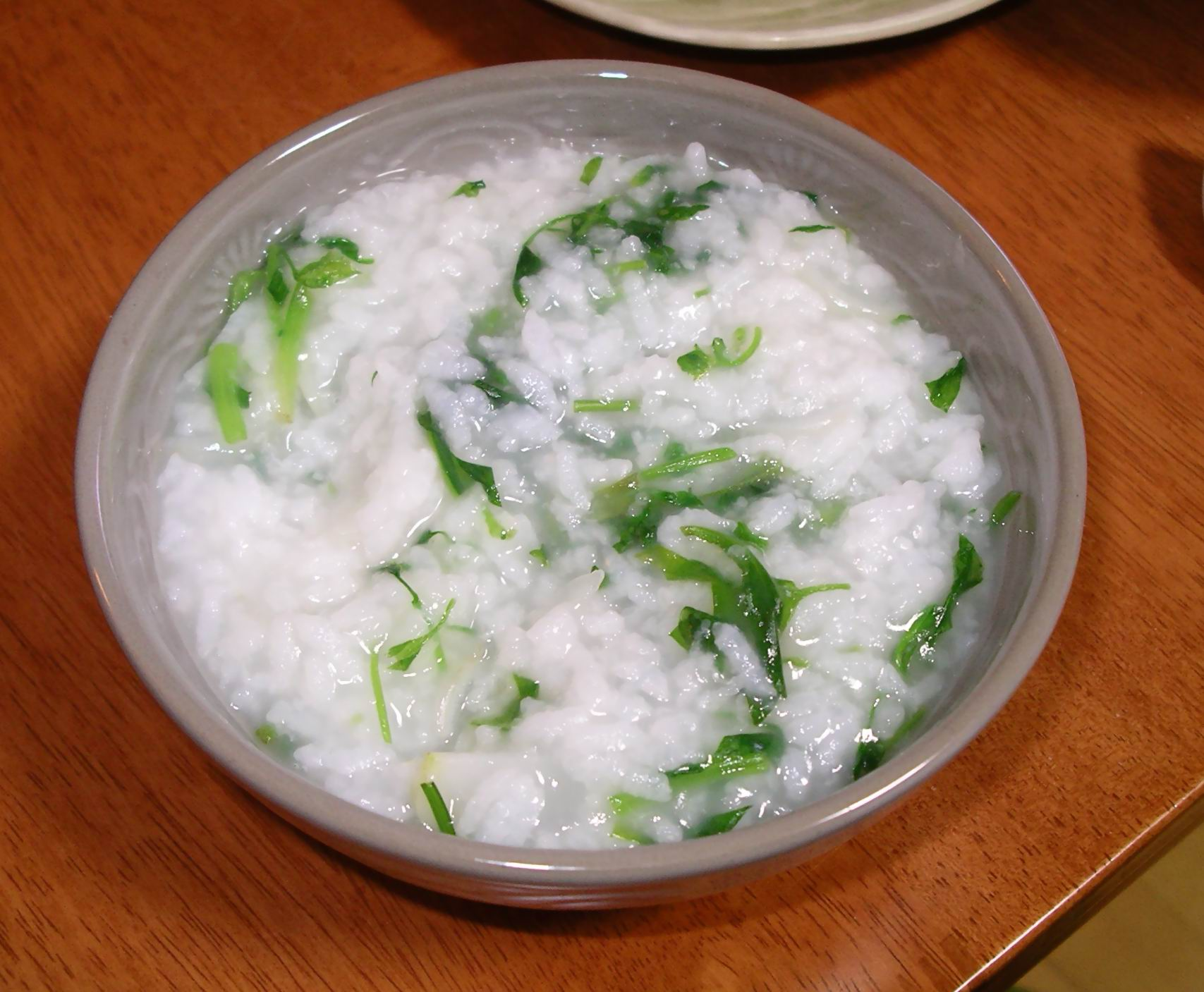
Tradycyjne danie japońskie – ryż z siedmioma „wiosennymi ziołami”

Tasznik pospolity ze względu na skład chemiczny zaliczany jest do wartościowych pokarmów dla człowieka.
Jadalne są surowe lub gotowane liście, które mają smak opisywany jako pośredni między rzeżuchą i kapustą lub rzeżuchą i rukolą. Ich walory smakowe oceniane są wysoko m.in. w Chinach, choć są też autorzy opisujący smak tasznika jako mdły. Zebrane po zakwitnieniu rośliny mają zmieniony smak opisywany jako piekący, gorzki i pieprzowy. Zaleca się zbiór liści w miesiącach od kwietnia do czerwca. W razie potrzeby ostry smak liści można złagodzić dodając inne zioła, np. gwiazdnicę pospolitą.
Liście tasznika można dodawać do sałatek, twarogu, sosów, kanapek, farszów, zapiekanek warzywnych lub mięsnych. Można z nich robić soki i miksować jako smoothie. Nieco pikantne wierzchołki pędów nadają się jako dodatek do jajecznicy, zup, sosów, zapiekanek, twarogu i gotowanego ryżu.
Kwiaty i zielone owoce tasznika mogą być używane do dekorowania potraw i jako dodatek do sałatek lub jajecznicy. Owoce polecane są także jako dodatek do deserów, mogą służyć do posypywania kanapek. Można je także marynować. Ich smak opisywany bywa jako nieco pieprzny i dlatego można ich też używać do przyprawiania potraw, a nasiona mogą być stosowane do wyrobu musztard.
Korzeń tasznika stosowany może być jako zamiennik imbiru, chociaż smak jego opisywany bywa jako „obrzydliwo-słodkawy”.
W Niemczech i Austrii tasznik używany jest jak szpinak warzywny, do sporządzania sałatek oraz jako dodatek do zup. Jest cenionym warzywem w Chinach (spożywa się tam m.in. pierogi z nadzieniem tasznikowym). W Japonii wchodzi w skład mieszanki siedmiu „wiosennych ziół” (haru no nanakusa). Spożywane są one tradycyjnie po posiekaniu zmieszane z gotowanym ryżem na siódmy dzień Nowego Roku. Mieszanka tych ziół wspominana jest w najstarszej znanej antologii poezji japońskiej – „Man’yōshū”. Tasznik uprawiany jest także jako roślina jadalna dodawana do sałatek w Stanach Zjednoczonych. Spożywany był także przez Indian Ameryki Północnej (m.in. Thompson i Apaczów), którzy z mielonych nasion wyrabiali mąkę na chleb, zapiekali je bez mielenia oraz spożywali gotowane wierzchołki pędów.

### Roślina olejodajna
Nasiona tasznika zawierają do 35% olejów, które są pozyskiwane i stosowane w przemyśle. Możliwa jest też ich ekstrakcja i stosowanie jako olej jadalny.

### Roślina miododajna
Miód bazujący na nektarze z kwiatów tasznika ma kolor jasnożółty i przyjemny smak. Ponieważ tasznik rośnie często jako chwast w rzepaku i kwitnie przed tym gatunkiem, także w czasie, gdy stosowane są środki owadobójcze przeciw słodyszkowi – zdarza się, że pszczoły odwiedzające ten gatunek ulegają zatruciu (dlatego nie należy pasiek wywozić na pola rzepaku przed rozpoczęciem kwitnienia przez rzepak, tj. przed zakończeniem oprysków).

### Zastosowanie w biotechnologii
Genom tasznika pospolitego jest wykorzystywany do modyfikowania odmian roślin użytkowych. Ze względu na odporność na twardnicę pasożytniczą Sclerotinia sclerotiorum oraz małą zawartość glukozynolanów i kwasu erukowego jest wykorzystywany do hybrydyzacji z gatunkami użytkowymi z rodzaju kapusta Brassica w celu przeniesienia genów odpowiedzialnych za te cechy. Istotne znaczenie mają też geny tasznika indukowane przez niską temperaturę odpowiadające za jego mrozodporność oraz tolerancję siedlisk zasolonych. Dzięki nim uzyskano m.in. transgeniczne odmiany tytoniu o zwiększonej mrozodporności.

### Inne zastosowania
- Ze względu na bliskie pokrewieństwo tasznika pospolitego z gatunkiem modelowym – rzodkiewnikiem pospolitym Arabidopsis thaliana – ma on istotne znaczenie dla nauki w zakresie poznania uwarunkowań genetycznych cech różniących te gatunki, takich jak np. mrozoodporność[74] czy poliploidalność, powszechna w świecie roślin, której tasznik pospolity jest doskonałym przykładem (gatunek o bardzo krótkiej historii i wielkiej plastyczności, który w krótkim czasie stał się jednym z najbardziej rozpowszechnionych na świecie)[19]. W efekcie tasznik pospolity sam uznawany jest za gatunek modelowy[19][74].
- Tasznik pospolity może być stosowany w biomonitoringu krótkookresowych zmian w zanieczyszczeniu powietrza metalami ciężkimi (ołów, kadm, cynk i miedź) na terenach zurbanizowanych (bada się zawartość metali w liściach tasznika)[75].
- Tasznik może rosnąć na glebach zasolonych pomagając w ich rekultywacji – wchłania bowiem sole stopniowo „wysładzając” glebę[53].
- Ze względu na tolerancję i kumulowanie w tkankach kadmu tasznik pospolity może być używany do fitoremediacji gleb zanieczyszczonych tym metalem ciężkim[76].
- Ekstrakt z tasznika pospolitego jest przyjaznym dla środowiska inhibitorem korozji stali[77].
- Świeże rośliny tasznika mają być doskonałym środkiem przeciw pluskwom[70].
- Na ziemiach białoruskich stosowano tasznik do tępienia wszy bydlęcej i jej gnid[35].
- Nasiona tasznika wydzielają w wodzie śluz powodujący przywieranie do nich larw komarów. Do jednego nasiona w warunkach eksperymentalnych przywarło ich nawet 27. Uwięzione w ten sposób larwy giną i stosowanie nasion tasznika jest rekomendowane dla ich zwalczania, zwłaszcza w niewielkich pojemnikach z wodą[78].

## Uprawa
Roślina bywa uprawiana jako jadalna i lecznicza. Wysiewa się ją w miejscach nasłonecznionych lub w półcieniu na glebach przewiewnych (dość dowolnych pod względem żyzności, przy czym jednak w miejscach żyznych i wilgotnych rośliny rosną większe). Gatunek rozmnaża się w uprawie przez siew nasion wiosną, przy czym raz wprowadzony do uprawy łatwo rozsiewa się już później sam. Najlepiej kiełkuje spod 1–3 cm warstwy gleby. Zbiera się pędy, liście i owoce w zależności od potrzeb sukcesywnie w trakcie sezonu wegetacyjnego. Zbiór liści może nastąpić już w miesiąc po wysianiu.